# تأثیر فراگیر: نسخه اسطوره‌ای
تأثیر فراگیر: نسخه اسطوره‌ای (انگلیسی: Mass Effect Legendary Edition) یک بازی نقش‌آفرینی اکشن با تیراندازی سوم شخص است که شامل بازسازی مجموعه سه‌گانه تاثیر فراگیر ۱، تأثیر فراگیر ۲ و تأثیر فراگیر ۳ می‌باشد. این بازی توسط بایوور توسعه یافته و به‌وسیلهٔ الکترونیک آرتس در سال ۲۰۲۱ برای پلی‌استیشن ۴، اکس‌باکس وان و مایکروسافت ویندوز منتشر شده‌است. این بازسازی مورد تقدیر خبرنگاران و منتقدان بازی‌های ویدئویی قرار گرفت و از این نسخه به عنوان یکی از بهترین نسخه‌های بازسازی عنوان شد.